# Manfred Janke
Manfred Janke (* 1931 in Grunau/Westpreußen) ist ein deutscher Schriftsteller und Hörspielautor.

## Leben und Wirken
Janke arbeitete nach dem Besuch der Grundschule in verschiedenen Berufen, u. a. als Schlepper im Kohlebergbau. Später führte er nach eigenen Angaben ein Vagabundendasein in Deutschland und im Ausland. Erste literarische Texte wurden in der Literaturzeitschrift die horen veröffentlicht. 1971 erschien sein Gedichtband Kiesel im Schuh im Hamburger Verlag Ludwig Appel & Sohn. Hörspiele Jankes wurden 1977, 1978 und 1980 gesendet. Seine Bearbeitung von Walentin Katajews Die Messer wurde im Mai 1981 Hörspiel des Monats.

## Hörspiele
Autor:
- 1977: Banksitzer – Regie: Otto Düben (Original-Hörspiel – SDR)
- 1978: Jonas kommt auf Besuch – Regie: Günther Sauer (Originalhörspiel – WDR)
- 1980: Ein freier Nachmittag – Regie: Andreas Weber-Schäfer (Science-Fiction-Hörspiel – SDR)

Bearbeitung (Wort):
- 1981: Valentin Katajew: Die Messer – Regie: Heinz von Cramer (Hörspielbearbeitung – SDR)
  - Auszeichnung: Hörspiel des Monats Mai 1981

Quelle: ARD-Hörspieldatenbank